# Bistum Tambacounda
Das Bistum Tambacounda (lateinisch : Dioecesis Tambacundanus) ist eine in Senegal gelegene römisch-katholische Diözese mit Sitz in Tambacounda. Es umfasst den östlichen Teil des Senegal. 

## Geschichte
Papst Paul VI. gründete die Apostolische Präfektur Tambacounda mit der Apostolischen Konstitution Universae Christianorum am 13. August 1970 aus Gebietsabtretungen der Bistümer Kaolack und Saint-Louis du Sénégal. 
Am 17. April 1989 wurde sie mit der Apostolischen Konstitution Permagno cum gaudio zum Bistum erhoben und es wurde dem Erzbistum Dakar als Suffragandiözese unterstellt.

## Ordinarien

### Apostolischer Präfekt von Tambacounda
- Clément Cailleau CSSp (13. August 1970 – 24. April 1986)

### Bischöfe von Tambacounda
- Jean-Noël Diouf (17. April 1989–5. August 2017)
- Paul Abel Mamba Diatta (seit 4. November 2021)